# Медальон (фильм, 1946)
«Медальон» (англ. The Locket) — американский саспенс-фильм 1946 года, срежиссированный Джоном Брамом и выпущенный компанией RKO Pictures. Фильм основан на сценарии Шеридан Гибни, адаптированного от «Чего хотела Нэнси?» (англ. What Nancy Wanted) Нормы Барзмен — жены опального писателя Бена Барзмена.

## Сюжет
История рассказана в многочисленных ретроспективах (обратный кадр) разных точек зрения. Это психологическая драма о невесте (Лорейн Дэй), которая, когда была ребёнком, была ложно обвинена в воровстве. Она вырастает и становится клептоманкой, а в конечном счёте и убийцей.
Вероятно, все её преступления — попытка отомстить миру, который обвинил её в воровстве, когда она была ребёнком, тем самым испортив ей жизнь. После разрыва отношений с художником (Роберт Митчем) и своим мужем-психиатром (Брайан Ахерн), она была помолвлена с сыном женщины (Джин Рэймонд), которая обвинила её в воровстве. Возвращаясь из воспоминаний в реальность, девушка срывает собственную свадьбу, сбегая из церкви.

## В ролях
- Лорейн Дэй — Нэнси Монкс (Блэр и Паттон)
- Брайан Ахерн — доктор Гарри Блэр
- Роберт Митчем — Норман Клайд
- Джин Рэймонд — Джон Уиллис
- Шарин Моффетт — Нэнси (10 лет)
- Рикардо Кортес — Дрю Боннер
- Элен Тимиг — миссис Монкс
- Генри Стивенсон — лорд Уиндхэм
- Фэй Хелм — миссис Боннер
- Вивьен Окланд — миссис Донован  (нет в титрах)
- Марта Хайер — подружка невесты (нет в титрах) — дебют в кино

## Происхождение
Первоначально Хьюм Кронин купил сценарий у Нормы Барзмен, чтобы спродюсировать и срежиссировать фильм вместе со своей женой Джессикой Тэнди в главных ролях, но позднее продал права на сценарий компании RKO Pictures, которая затем поручила Гибни переписать его. Оригинальный сценарий Барзмена находится в документе Кронин-Тэнди в Библиотеке Конгресса .

## Рецензии

### Критические отзывы
Когда фильм вышел на широкий экран, журнал «Variety» высоко оценил его, написав, что на протяжении всего фильма история уносит в воспоминания; в целом, хорошая работа. Написанный сценарий Шеридан Гибни показывает понимание предмета и доказывает достижения высокого уровня режиссёрской работы Джона Брама, вызывая заинтересованность и сомнения у зрителей, которые надеются, что Нэнси не злодейка.
Историки кино Ален Силвер и Элизабет Уорд оценили фильм, как необычную мелодраму в исполнении киностудии RKO. Этот фильм отличается эффектным использованием флэшбеков, которые переплетаются с основной историей, часто рассказываемой третьими лицами. Этот метод хорошо справился с подготовкой финального воспоминания, который раскрывает всю правду.
Кинокритик Деннис Шварц дал фильму смешанную рецензию, написав, что это психологическая драма о женщине с тёмной тайной из её детства, с которой она живёт и во взрослой жизни. Это послевоенная мелодрама-барокко, скрипучая как шаги по деревянному полу в старом доме. Это было слишком деревянным представлением, чтобы произвести что-либо, хотя бы несколько искр… Это мрачная история с большим количеством гнетущих вещей. Сложность характера героини была отлично представлена. Комментарии аналитиков о её краже и стремлении поквитаться с миссис Уиллис кажутся вполне разумным объяснением, если не принимать это за чистую монету. В «Медальоне» мало блеска из-за недостаточного содержания. Хотя в фильме всё запутано, это, по-прежнему, заставляет меня тревожно ждать, что произойдёт. Проблема в том, что я так и не узнал это.